# Ringstad (Nordland)
Pour les articles homonymes, voir Ringstad.
Ringstad est une localité de l'île de Langøya du comté de Nordland, en Norvège.

## Description
Administrativement, Ringstad fait partie de la kommune de Bø.
La Réserve naturelle de Hongværet/Galtholmen se trouve sur quelques îlots au sud-est du village. 